# Gremmestatjärnen
Gremmestatjärnen är en sjö i Piteå kommun i Norrbotten och ingår i Byskeälvens huvudavrinningsområde. Gremmestatjärnen ligger i Byskeälven Natura 2000-område. Sjöns area är 0,024 kvadratkilometer och den är belägen 334 meter över havet.